# Elezioni regionali in Italia del 2003
Le elezioni regionali italiane del 2003 coinvolsero le tre regioni autonome del Nord. Queste elezioni seguirono dunque quelle del 1998.
Riguardando solo regioni speciali, con forti minoranze etniche, queste elezioni ebbero valenza strettamente locale.

## Elenco
- Elezioni regionali in Valle d'Aosta del 2003, 8 giugno
- Elezioni regionali in Friuli-Venezia Giulia del 2003, 8 giugno
- Elezioni regionali in Trentino-Alto Adige del 2003, 28 ottobre